# Encephalartos humilis
Encephalartos humilis là một loài thực vật hạt trần trong họ Zamiaceae. Loài này được Verd. mô tả khoa học đầu tiên năm 1951.